# ホルヘ・バルボア
ホルヘ・バルボア・ミゲル（Jorge Balboa Miguel 1986年7月15日- ）は、スペインのカタルーニャ州バルセロナ県バルセロナ出身の野球選手（投手）。右投右打。

## 概要

### スペイン球界時代
2005年にスペイン国内リーグ、ディビシオン・デ・オノール・デ・ベイスボルのヘラクレスでプロとしてのキャリアを開始した。
2007年から本格的に投手に転向し、50回1/3を投げて5勝3敗、防御率4.29の成績を残した。
2008年には、北京オリンピックの世界最終予選にスペイン代表として出場。同年にはFCバルセロナ・ベイスボルに移籍し、7勝1敗で防御率1.57という成績を残している。

### イタリア球界時代
2009年は、イタリアの野球リーグであるセリエAのリミニ・ベースボールクラブでプレーした。

### スペイン球界時代
2010年は、スペインのプエルトクルス・マーリンズ に復帰した。

### 四国IL・高知時代
2013年11月、高知県で行われた四国アイランドリーグplusのウィンターリーグ2013に投手として参加した。11月15日に高知ファイティングドッグスが交渉権を獲得し、2014年2月21日にフランス出身のフレデリク・アンヴィとともに入団が発表された。
2014年8月24日、任意引退を理由に退団することが発表された。高知での成績は24試合に登板し、0勝3敗、防御率5.63であった。8月30日に第6回イタリアンベースボールウィークと第33回ヨーロッパ野球選手権大会のスペイン代表が発表され、代表入りした。

### スペイン球界時代
高知退団後はスペインに帰国してプレーを続け、2016年に開催された第4回ワールド・ベースボール・クラシック（WBC）と2022年9月に開催された第5回WBCの予選2大会でスペイン代表となったほか、オリンピック予選に2回、ヨーロッパ野球選手権大会に8回代表入りするなど、国際大会の常連として活動している。
2023年6月には、WBSCヨーロッパ理事会の男子アスリート代表に選出された。

## プレースタイル
130キロ代中盤の速球とチェンジアップで打者を打ち取るスタンダードな投手で、粘り強い投球スタイルが身の上。

## 詳細情報

### 年度別投手成績
| 年 度    | 球 団    | 防 御 率 | 登 板 | 勝 利 | 敗 戦 | セ 丨 ブ | 完 投 | 完 封 | 無 四 球 | 投 球 回 | 打 者 | 被 安 打 | 被 本 塁 打 | 奪 三 振 | 与 四 球 | 与 死 球 | 失 点 | 自 責 点 | 暴 投 | ボ 丨 ク |
| -------- | -------- | -------- | ----- | ----- | ----- | -------- | ----- | ----- | -------- | -------- | ----- | -------- | ----------- | -------- | -------- | -------- | ----- | -------- | ----- | -------- |
| 2014     | 高知     | 5.63     | 24    | 0     | 3     | 0        | 0     | 0     | 0        | 46.1     | 212   | 42       | 3           | 43       | 29       | 5        | 36    | 29       | 3     | 1        |
| 通算:1年 | 通算:1年 | 5.63     | 24    | 0     | 3     | 0        | 0     | 0     | 0        | 46.1     | 212   | 42       | 3           | 43       | 29       | 5        | 36    | 29       | 3     | 1        |

### 背番号
- 23 （2014年）

### 代表歴
- 第6回イタリアンベースボールウィーク スペイン代表（2014年）
- ヨーロッパ野球選手権大会 スペイン代表（2012年、2014年、2016年、2021年、2023年）
- 第4回ワールド・ベースボール・クラシック・スペイン代表（2016年）
- 第5回ワールド・ベースボール・クラシック・スペイン代表（2022年）